# Mulgi (gemeente)
Mulgi (Estisch: Mulgi vald) is een gemeente in de Estlandse provincie Viljandimaa. De gemeente telde 7.086 inwoners op 1 januari 2023 en heeft een oppervlakte van 880,73 vierkante kilometer. De hoofdplaats is Abja-Paluoja.
De landgemeente ontstond in oktober 2017, toen de gemeenten Abja, Halliste en Karksi en de stadsgemeente Mõisaküla werden samengevoegd.
In de vier gemeenten die zijn samengevoegd tot de gemeente Mulgi wordt naast Estisch ook Mulgi gesproken, een dialect van het Zuidestisch. De gemeente omvat overigens niet het hele gebied waar Mulgi gesproken wordt.
De blauwe bloemen in het wapen en de vlag van Mulgi verwijzen naar de vlasteelt en -verwerking, die in deze streek belangrijk was.

## Plaatsen
De gemeente telt:
- drie steden (Estisch: linn): Abja-Paluoja, Karksi-Nuia en Mõisaküla;
- twee plaatsen met de status van vlek (Estisch: alevik): Halliste en Õisu;
- 58 plaatsen met de status van dorp (Estisch: küla): Abja-Vanamõisa, Abjaku, Ainja, Allaste, Äriküla, Atika, Ereste, Hirmuküla, Hõbemäe, Kaarli, Kalvre, Kamara, Karksi, Kõvaküla, Kulla, Laatre, Lasari, Leeli, Lilli, Mäeküla, Maru, Metsaküla, Mõõnaste, Morna, Mulgi, Muri, Naistevalla, Niguli, Oti, Päidre, Päigiste, Pärsi, Penuja, Põlde, Polli, Pöögle, Pornuse, Raamatu, Räägu, Raja, Rimmu, Saate, Saksaküla, Sammaste, Sarja, Sudiste, Suuga, Tilla, Toosi, Tuhalaane, Ülemõisa, Umbsoo, Univere, Uue-Kariste, Vabamatsi, Vana-Kariste, Veelikse en Veskimäe.

## Geboren in Mulgi
- in Tuhalaane: Ants Piip (1884-1942), diplomaat en politicus

Stadsgemeente: Viljandi

Landgemeenten: Mulgi · Põhja-Sakala · Viljandi vald